# Pedro Ponce de León
Fray Pedro Ponce de Leon (1510 — 1584) spanyol bencés szerzetes és pap, az első ismert magántanító, aki siketeket hangbeszédre tanított.

## Élete, munkássága
Születési évét és helyét csak a legújabb források (Löwe, A.) jelzik, ill. a korábbiak eltérően (1500, 1510 vagy 1520). 1526-tól az ońai kolostorban Burgosban élt és dolgozott. Feljegyzéseinek sorsáról többféle hírt adnak a forrásmunkák. Hitelesnek tartott adatok szerint legalább 12, nagyfokban hallássérült gyermeket tanított meg hangosan beszélni, írni, olvasni és sokféle ismeretre.